# Frederick M. Ausubel
Frederick M. Ausubel (né le 2 septembre 1945) est un biologiste moléculaire américain et professeur de génétique à l'Harvard Medical School de Boston et est chercheur émérite Karl Winnacker au département de biologie moléculaire du Massachusetts General Hospital dans le Massachusetts.

## Éducation
Il obtient son diplôme de premier cycle en 1966 à l'Université de l'Illinois à Urbana-Champaign, puis son doctorat en biologie en 1972 du Massachusetts Institute of Technology, Cambridge, dans le Massachusetts.

## Recherches
Les travaux scientifiques d'Ausubel portent sur les interactions hôte-microbe. Dans les années 1970 et 1980, son laboratoire travaille sur la base moléculaire de la fixation symbiotique de l'azote, processus par lequel les légumineuses, de concert avec un symbiote bactérien, convertissent l'azote atmosphérique en ammoniac. L'un de ses post-doctorants à cette époque était Sharon R. Long. Au cours des 20 dernières années, le laboratoire d'Ausubel a travaillé sur le développement de systèmes de pathogenèse dits multi-hôtes qui impliquent l'infection d'hôtes, y compris le nématode bien étudié Caenorhabditis elegans et la plante de référence Arabidopsis thaliana, avec une variété de pathogènes bactériens et fongiques. Ses recherches ont permis d'élucider les voies de signalisation immunitaire innées chez ces deux hôtes modèles et de déterminer quels aspects de la réponse immunitaire innée sont conservés et s'ils sont issus d'un processus d'évolution divergente ou convergente. Son laboratoire utilise actuellement le modèle de pathogenèse de C. elegans pour étudier l'immunité épithéliale intestinale et la façon dont les hôtes distinguent les agents pathogènes des micro-organismes commensaux bénéfiques. Les travaux connexes dans son laboratoire portent sur l'identification et la caractérisation de composés de faible poids moléculaire qui activent spécifiquement les voies de signalisation immunitaire de C. elegans.
En 2013, Ausubel avait publié 215 articles scientifiques. En plus de siéger à divers comités de rédaction, il est l'éditeur fondateur de Current Protocols in Molecular Biology,. Il est élu membre de l'Académie nationale des sciences en 1994, de la Société américaine de microbiologie en 2002 et de l'Académie américaine des arts et des sciences en 2003.

## Prix
Il reçoit la médaille Thomas Hunt Morgan 2014 pour l'ensemble de ses réalisations dans le domaine de la génétique,.